# Biserica de lemn din Petreștii de Mijloc

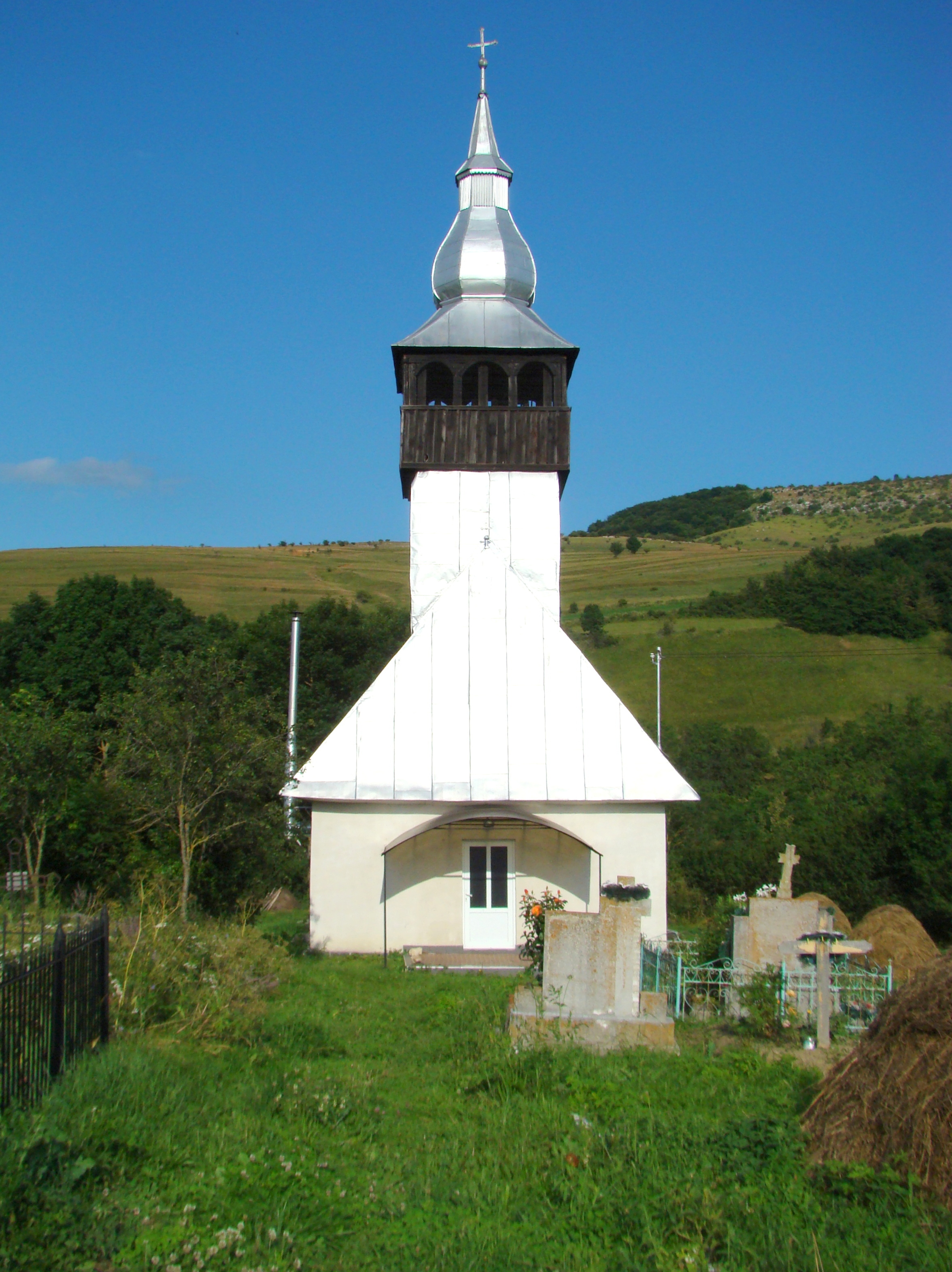
Biserica de lemn „Sfinții Arhangheli Mihail și Gavriil” din Petreștii de Mijloc, comuna Petreștii de Jos, județul Cluj, foto: iulie 2014.

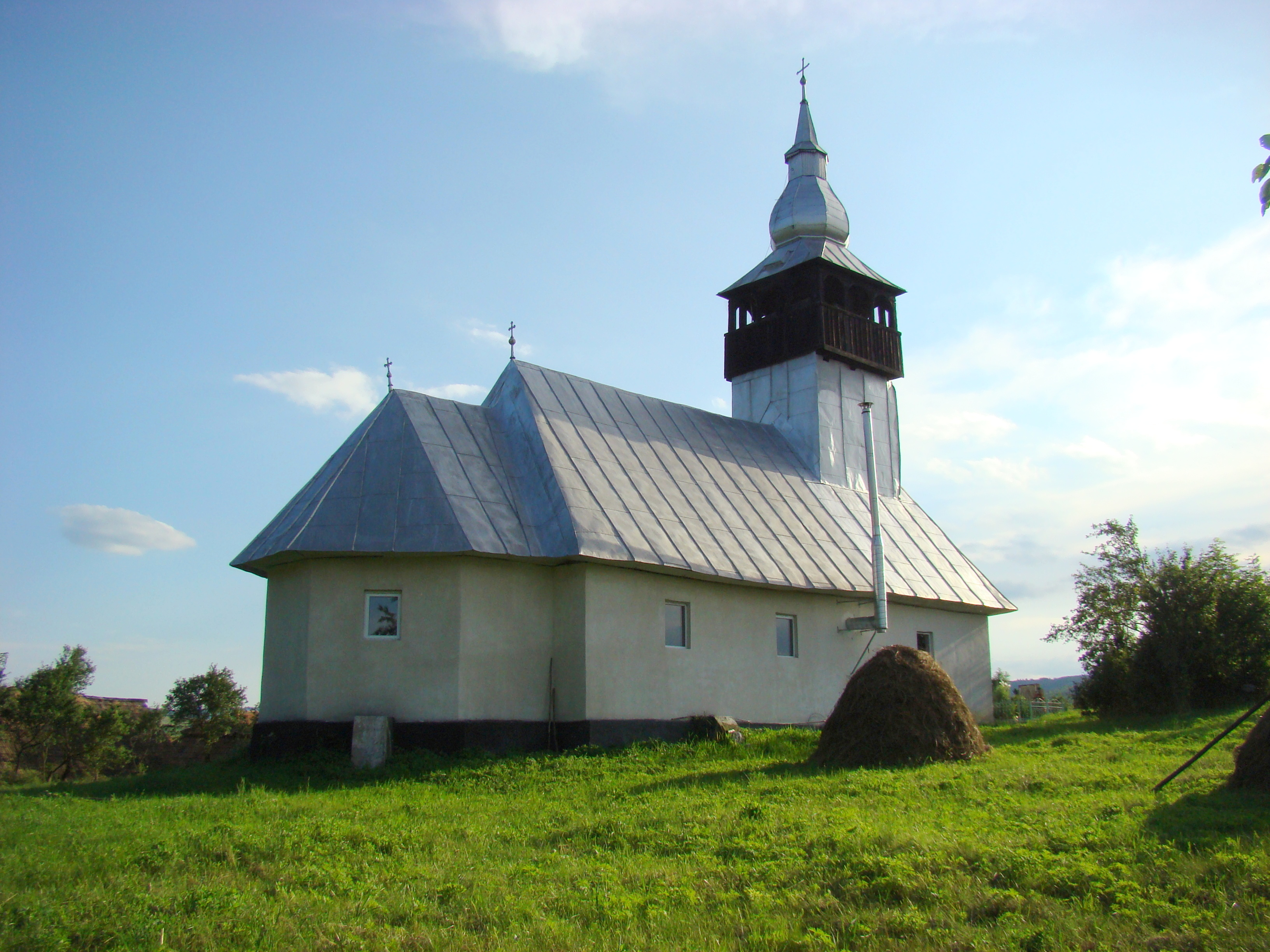
Biserica de lemn „Sfinții Arhangheli Mihail și Gavriil” din Petreștii de Mijloc, comuna Petreștii de Jos, județul Cluj, foto: iulie 2014.

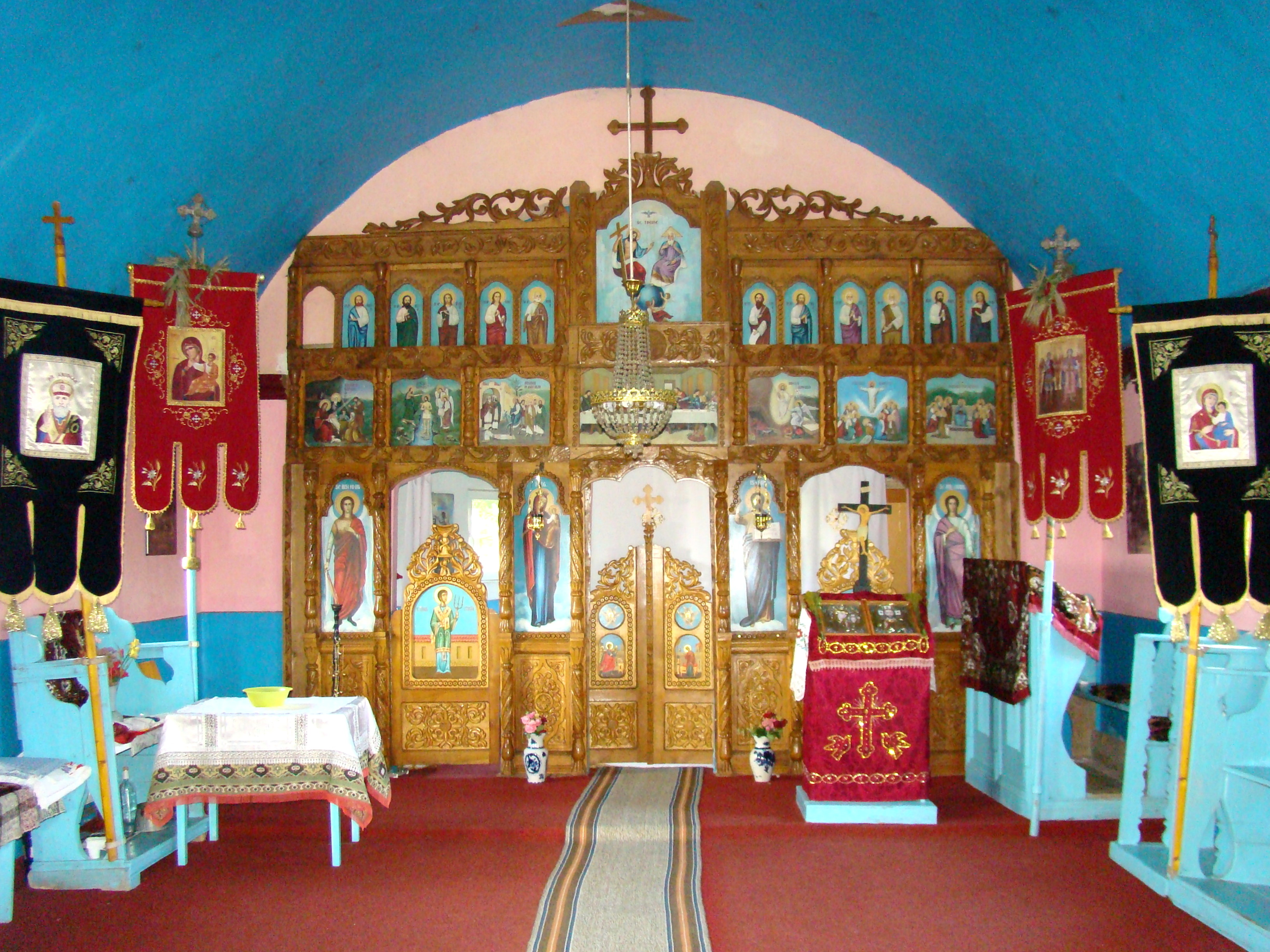
Nava spre iconostas

Biserica de lemn din Petreștii de Mijloc, comuna Petreștii de Jos, județul Cluj, datează din anul 1869. Are hramul „Sfinții Arhangheli Mihail și Gavriil”. Turnul său zvelt, cu fleșa înaltă și ascuțită, poate fi văzut de la kilometri distanță în zona Cheilor Turzii.

## Istoric
Pe platoul Petreștilor, o localitate cu o atestare documentară de circa 600 de ani (1407), este satul Petreștii de Mijloc. Biserica de lemn „Sfinții Arhangheli Mihail și Gavriil”, a fost ridicată în jurul anului 1869, înlocuind un edificiu anterior, care data de la începutul secolului XVIII. Respectând tipologia bisericilor de lemn specifică bazinului Arieșului, edificiul se particularizează îndeosebi prin clopotnița cu foișor, acoperită inițial, ca și restul bisericii, cu șindrilă.
Datorită stării avansate de degradare, prin eforturile materiale ale enoriașilor, s-au realizat lucrări capitale de reparații și de înnoire exterioară a lăcașului de cult: schimbarea tâmplăriei, vopsirea acoperișului, amenajarea pridvorului și unei alei de acces, placarea Sfintei Mese cu marmură, montarea unui iconostas, poarta de la intrare sculptată în lemn de stejar. Slujba de târnosire a Sfintei Mese și de binecuvântare a bisericii a fost săvârșită în data de 25 noiembrie 2010, de către un sobor de preoți și diaconi, în frunte cu Preasfințitul Vasile Someșanul.

## Imagini din exterior

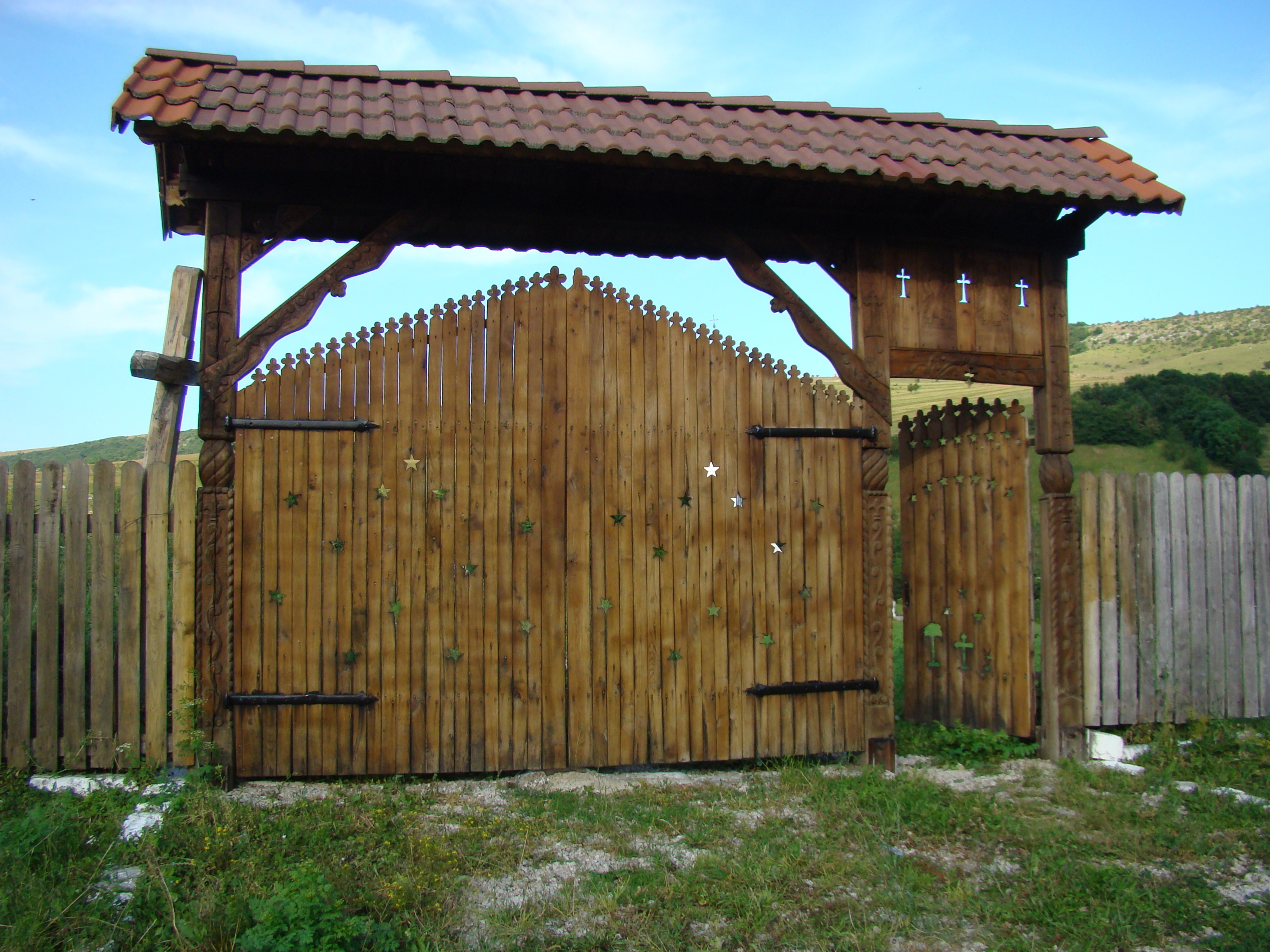
Poarta de la intrare sculptată în lemn de stejar
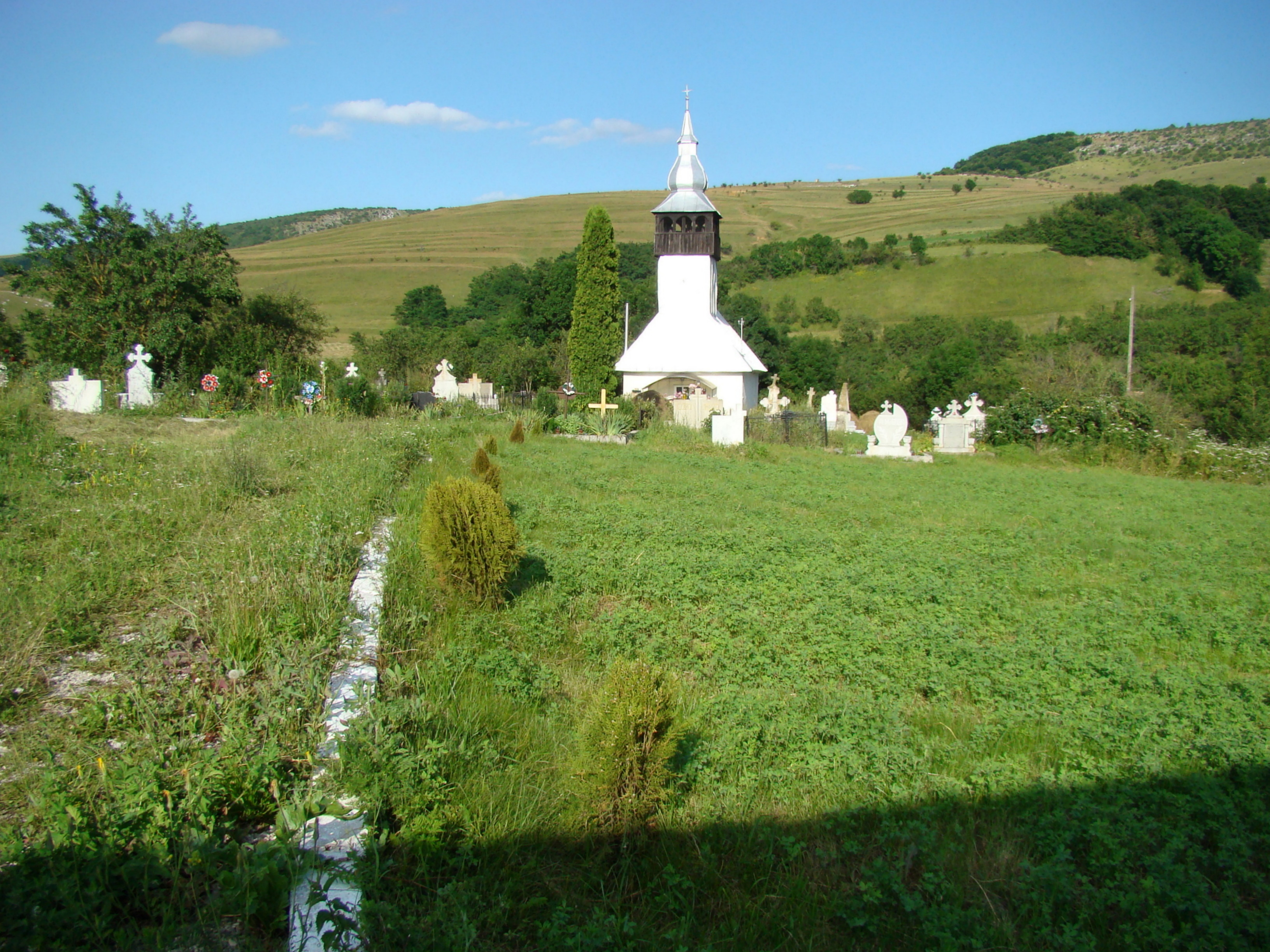
Biserica din depărtare
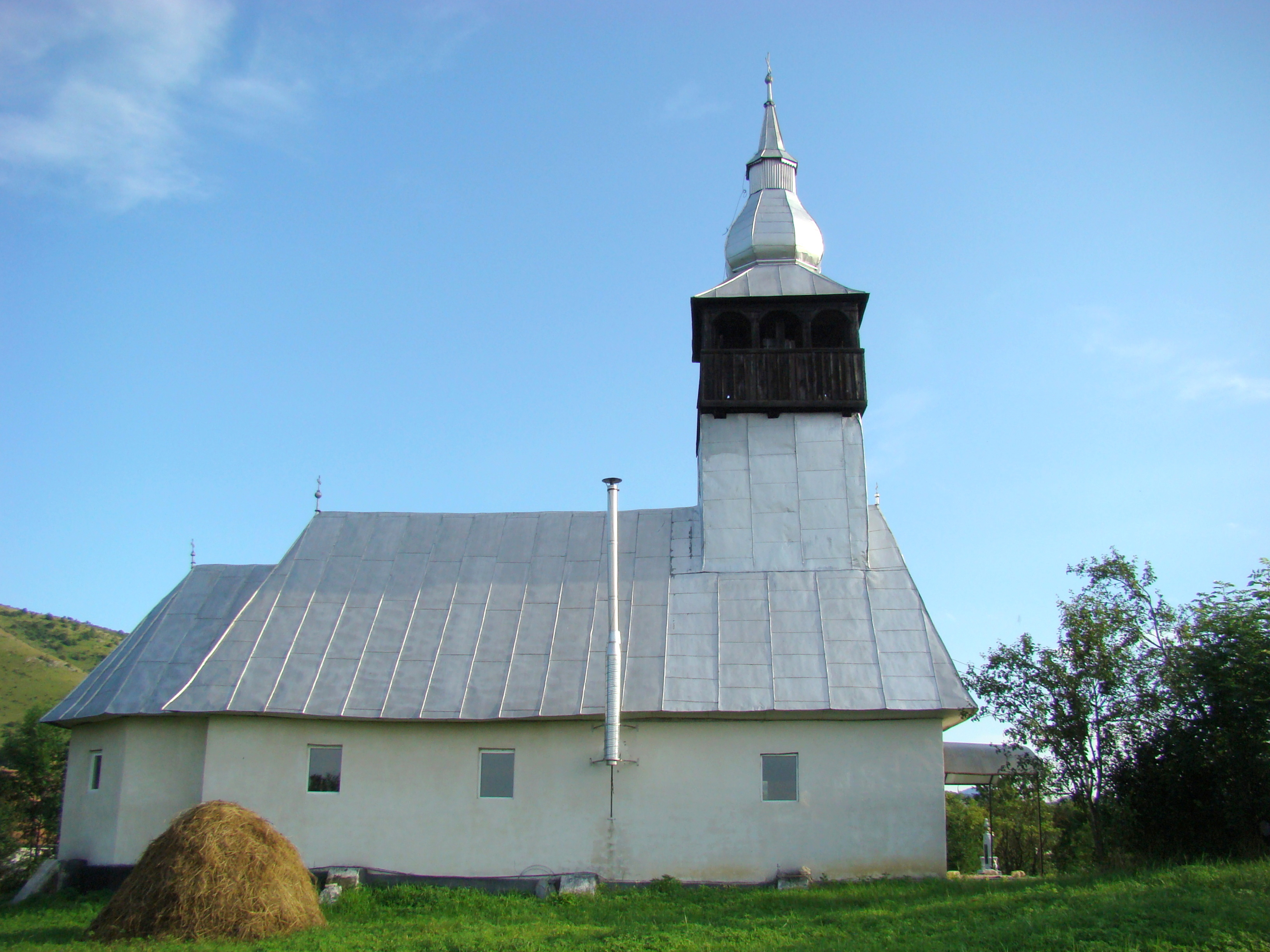
Vedere de ansamblu dinspre nord
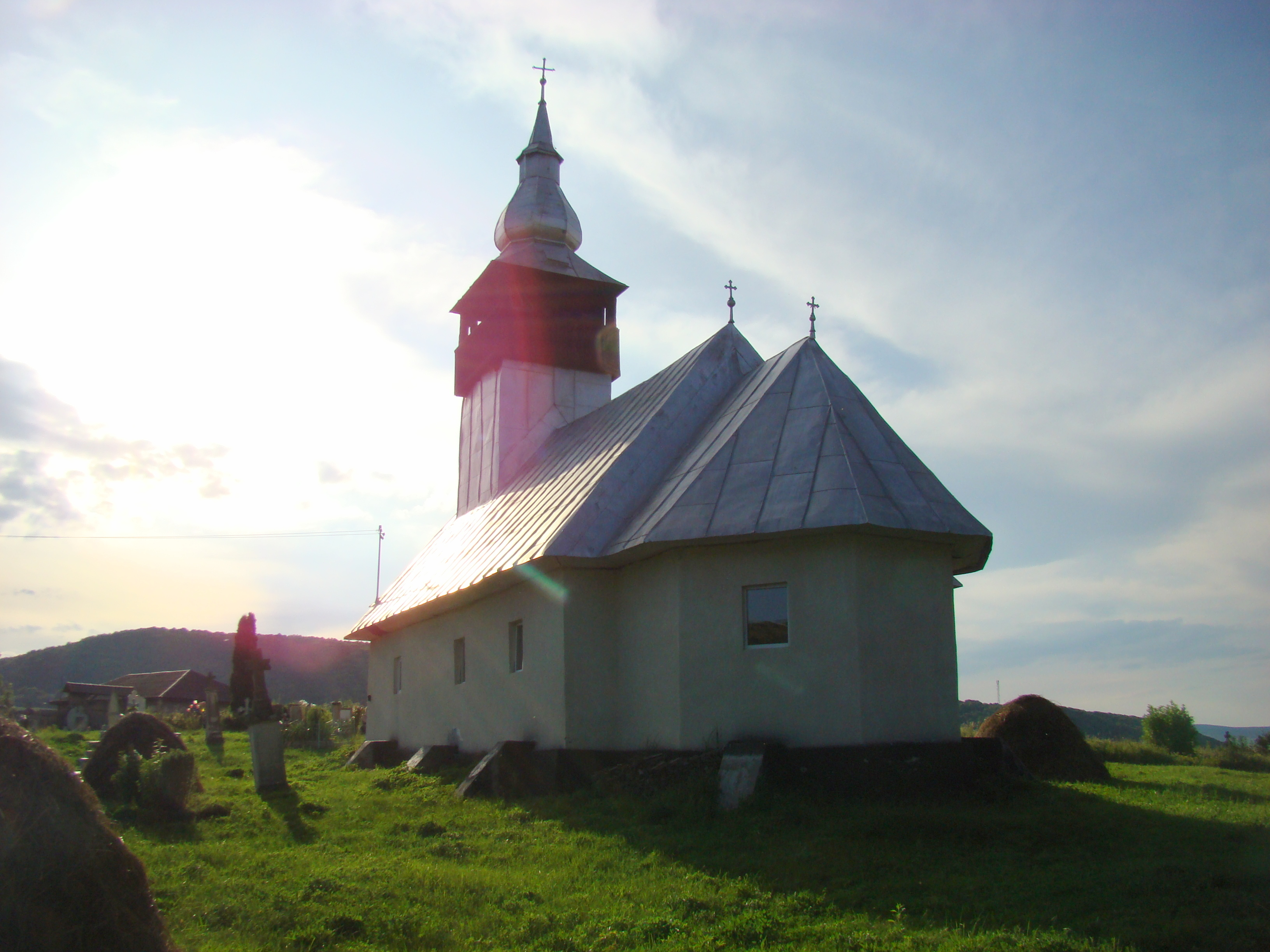
Biserica (sud-est)
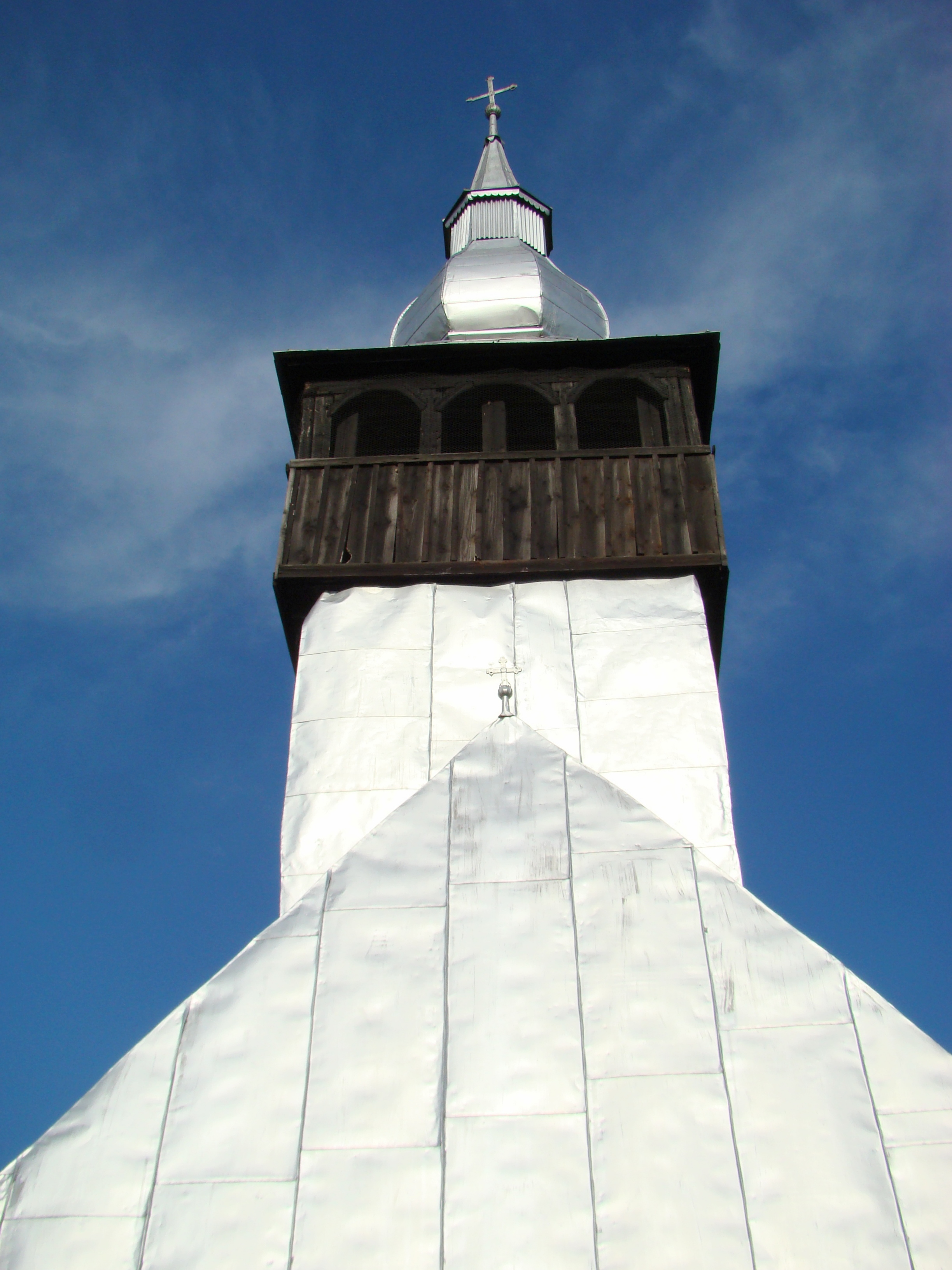
Turnul-clopotniță
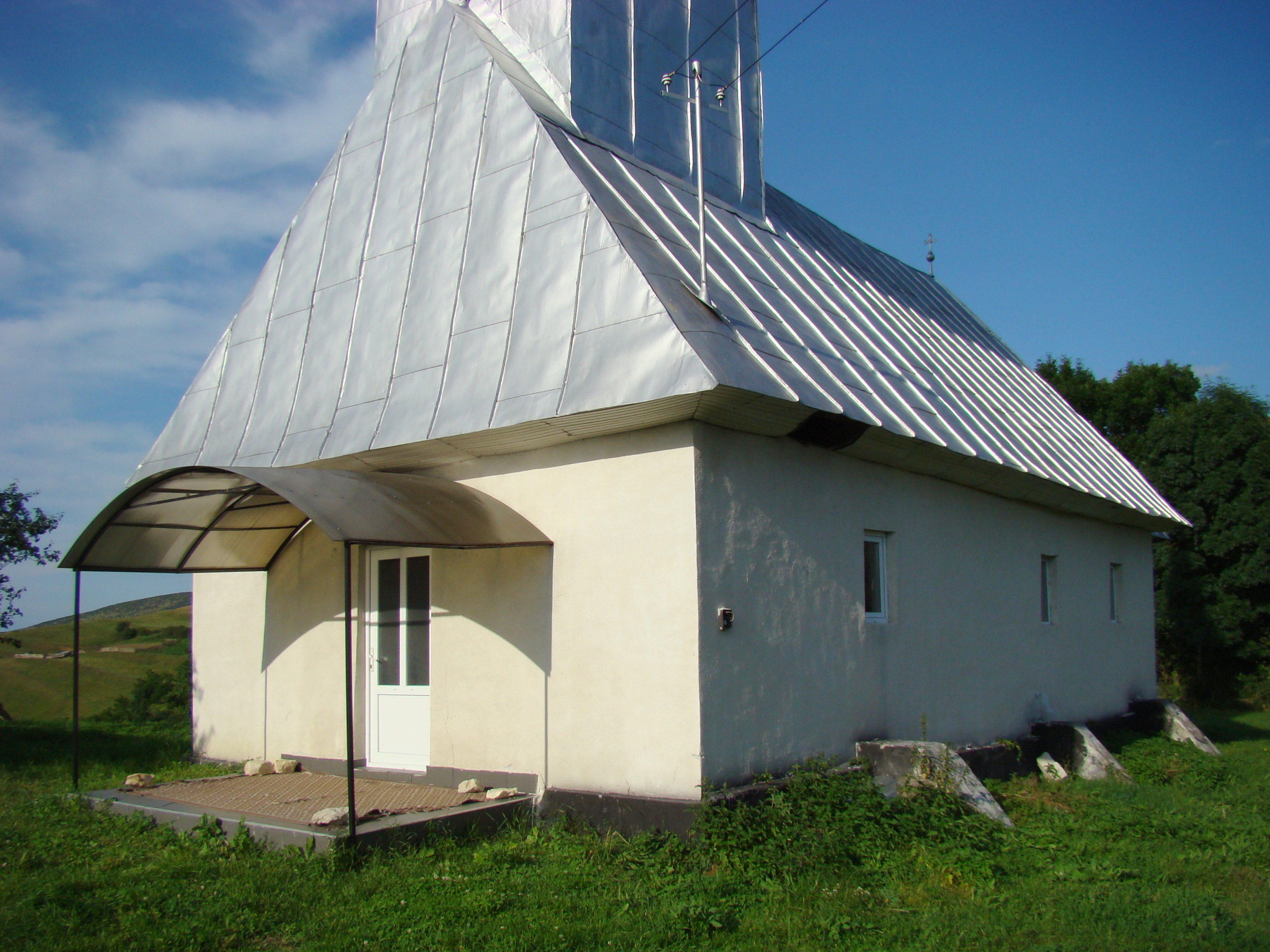
Butea bisericii
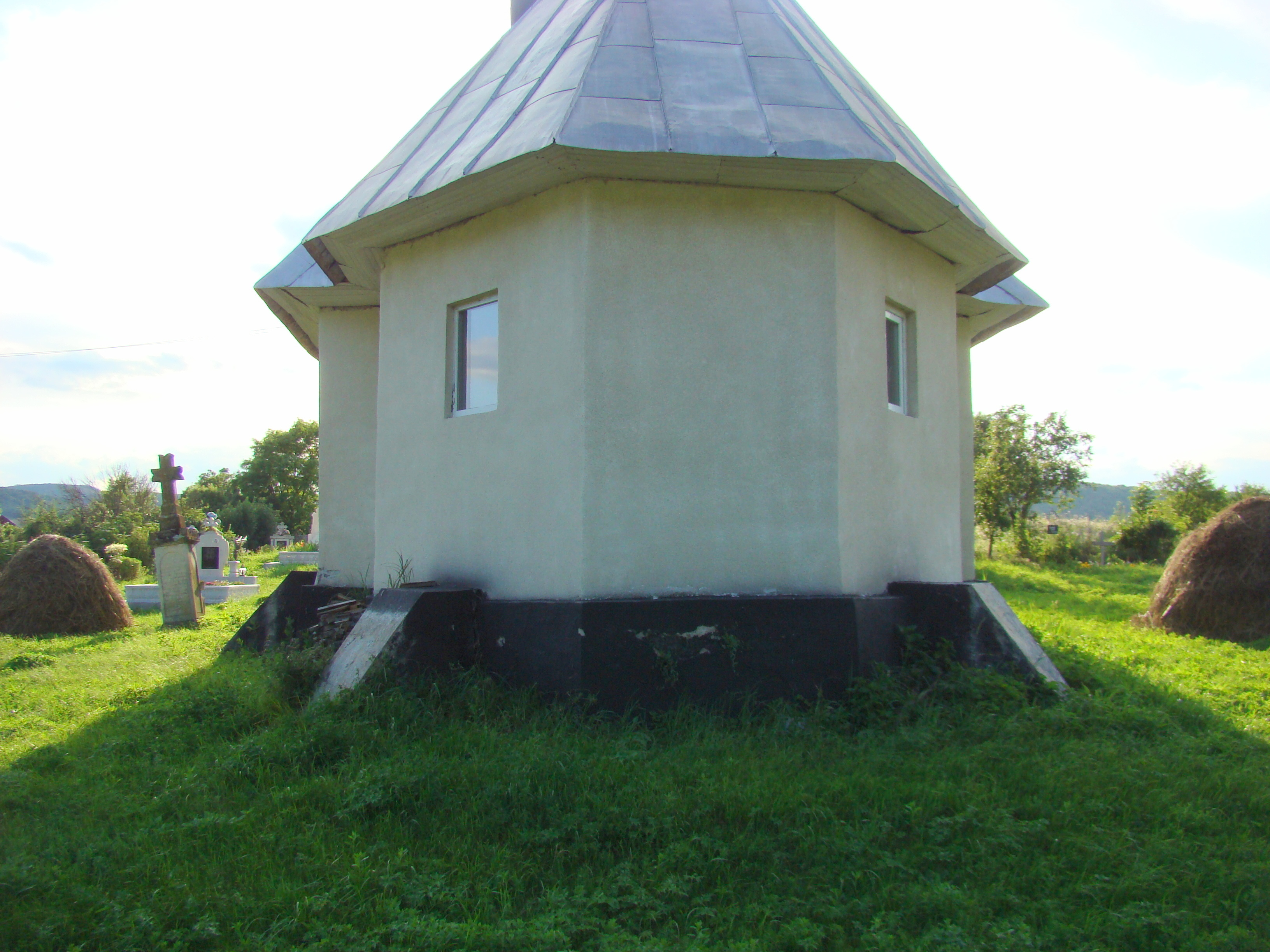
Absida altarului
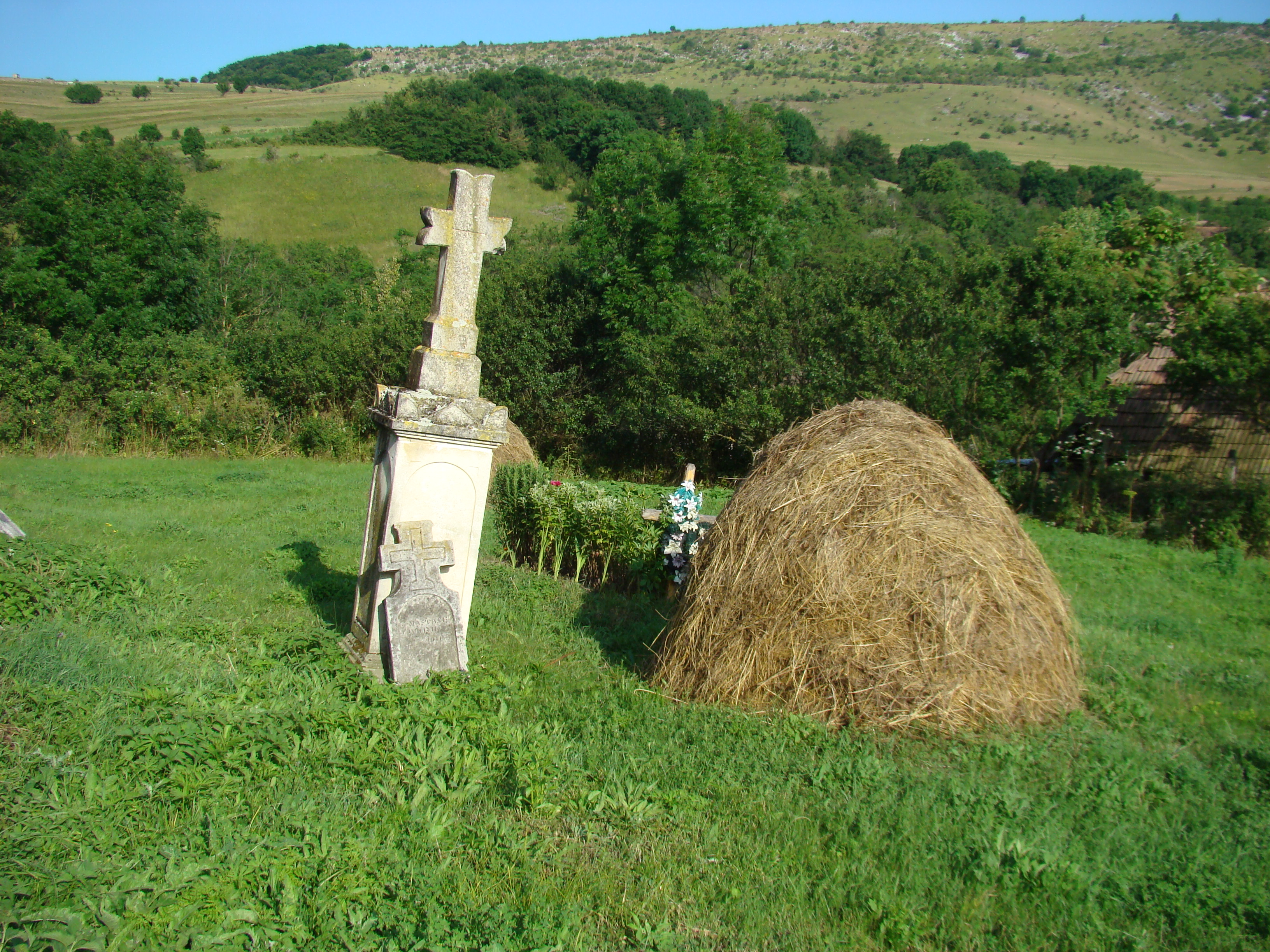
Cimitirul bisericii

## Imagini din interior

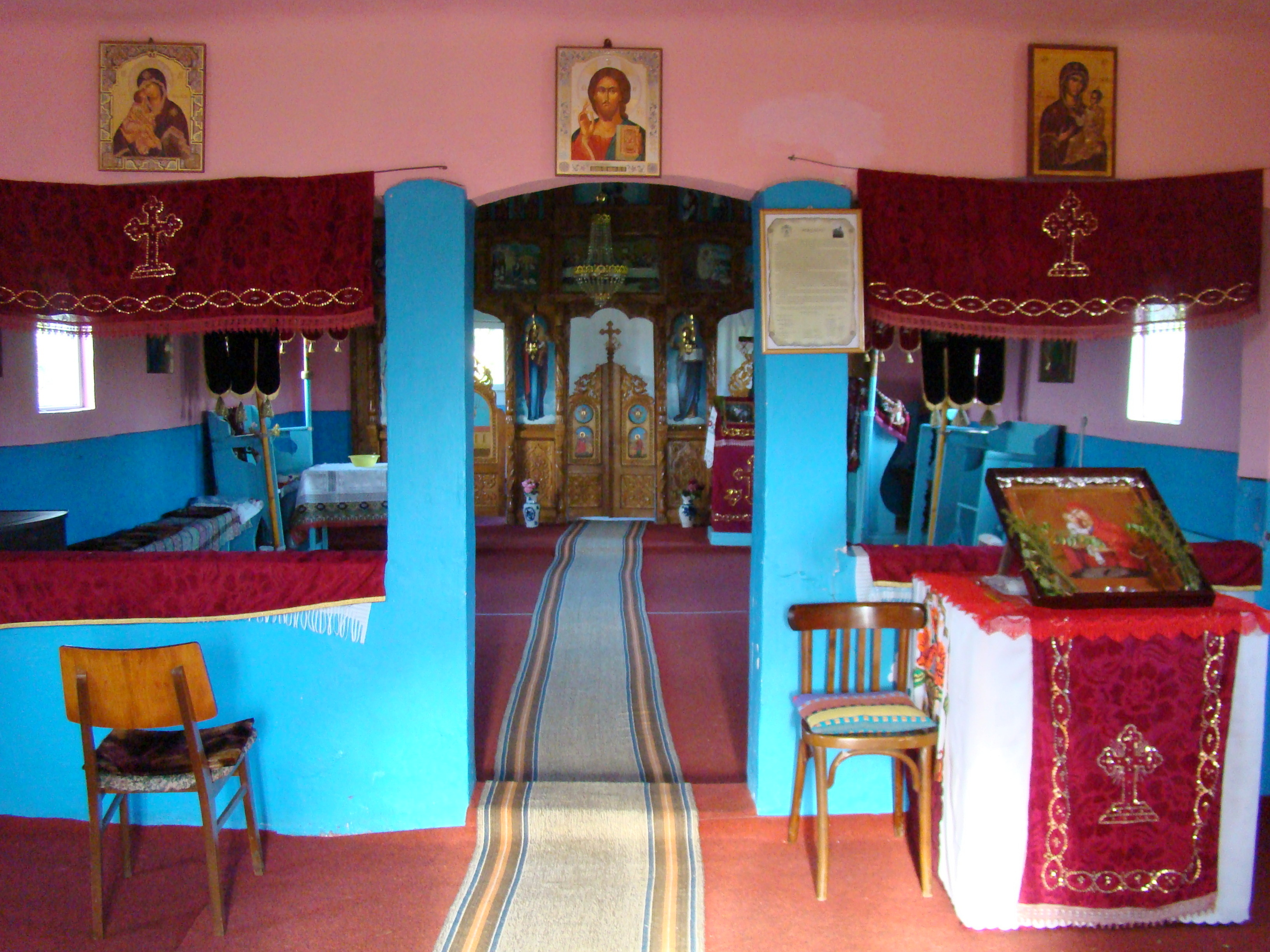
În pronaos
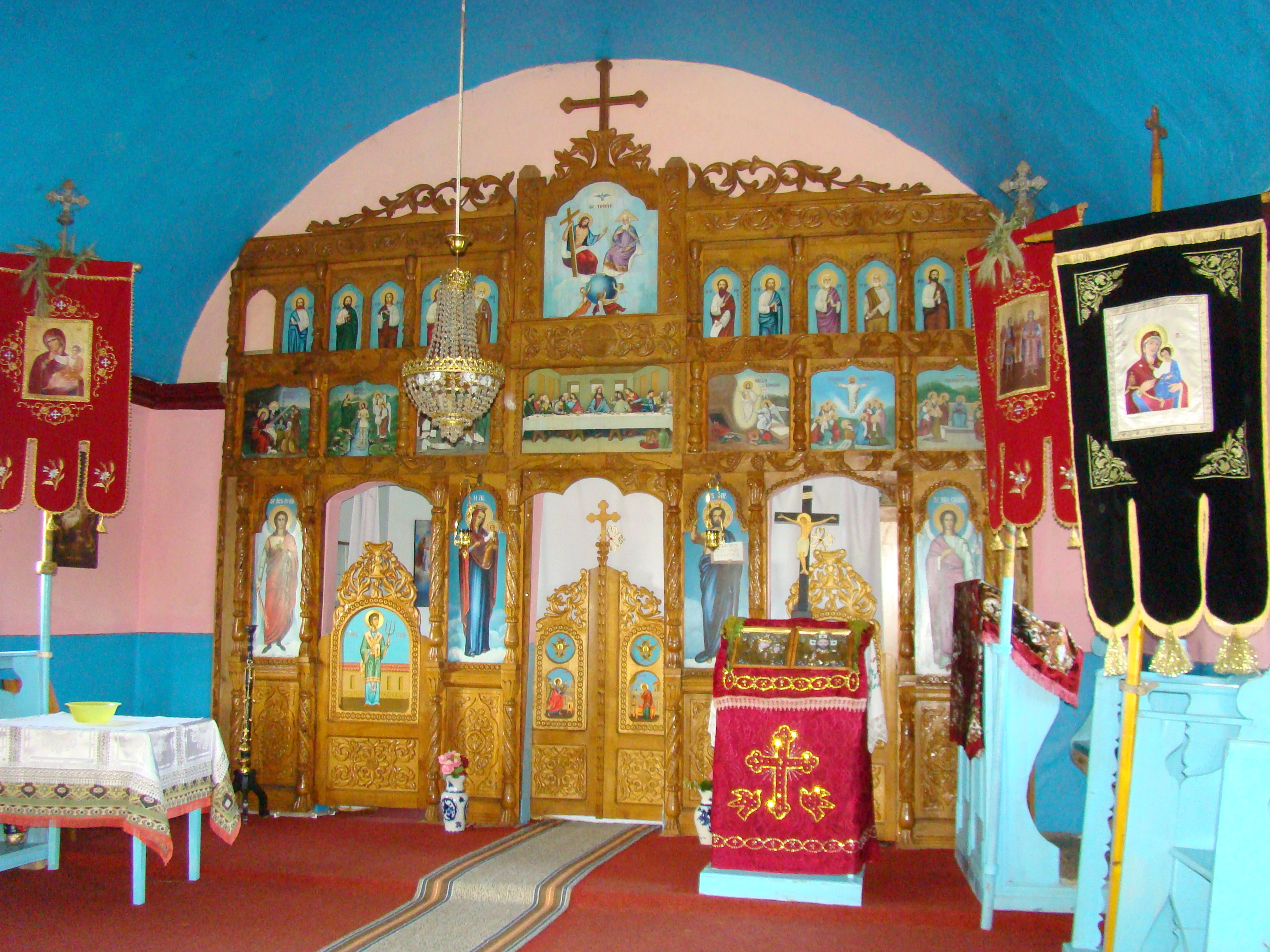
Iconostasul
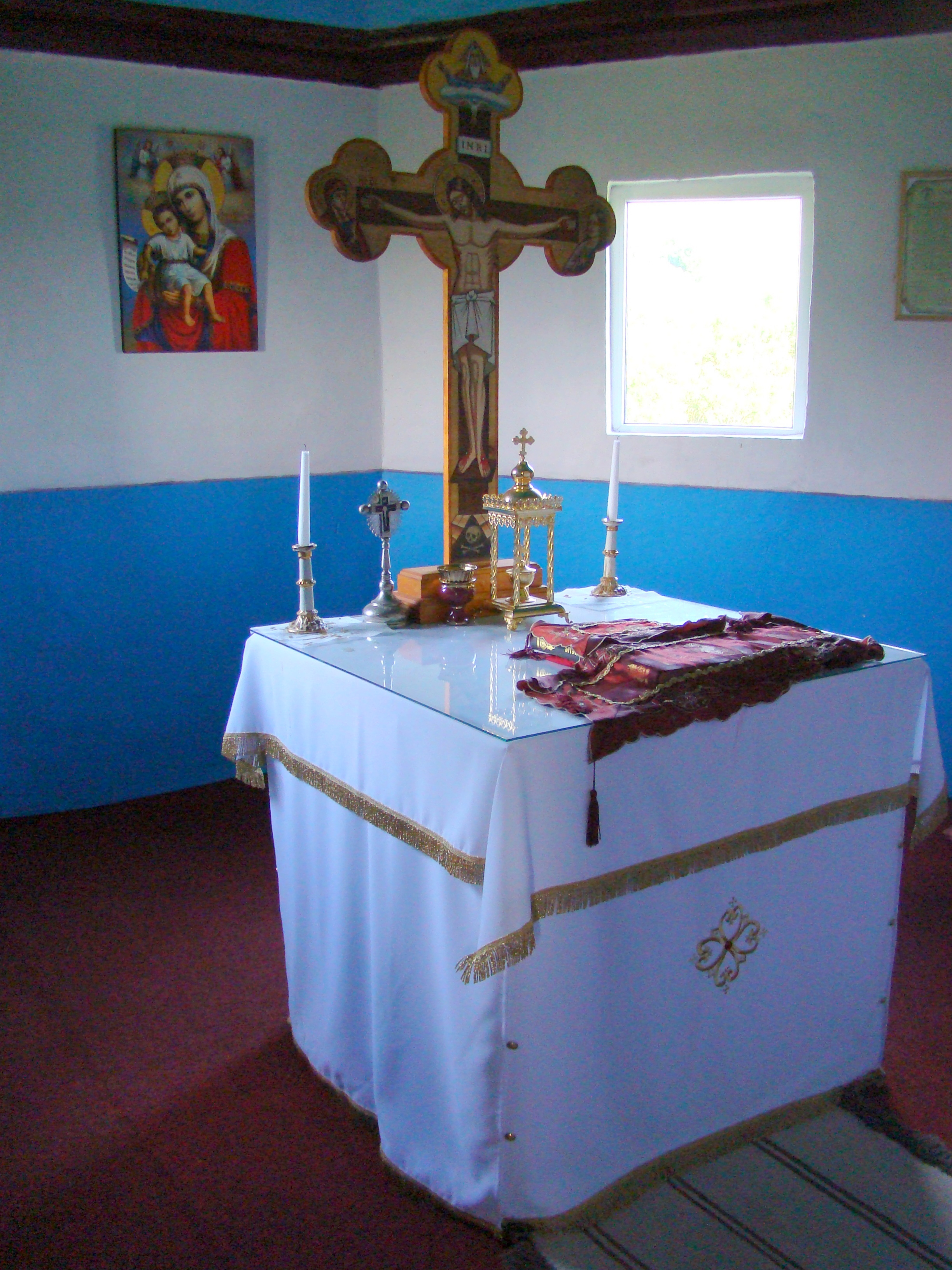
Sfânta Masă
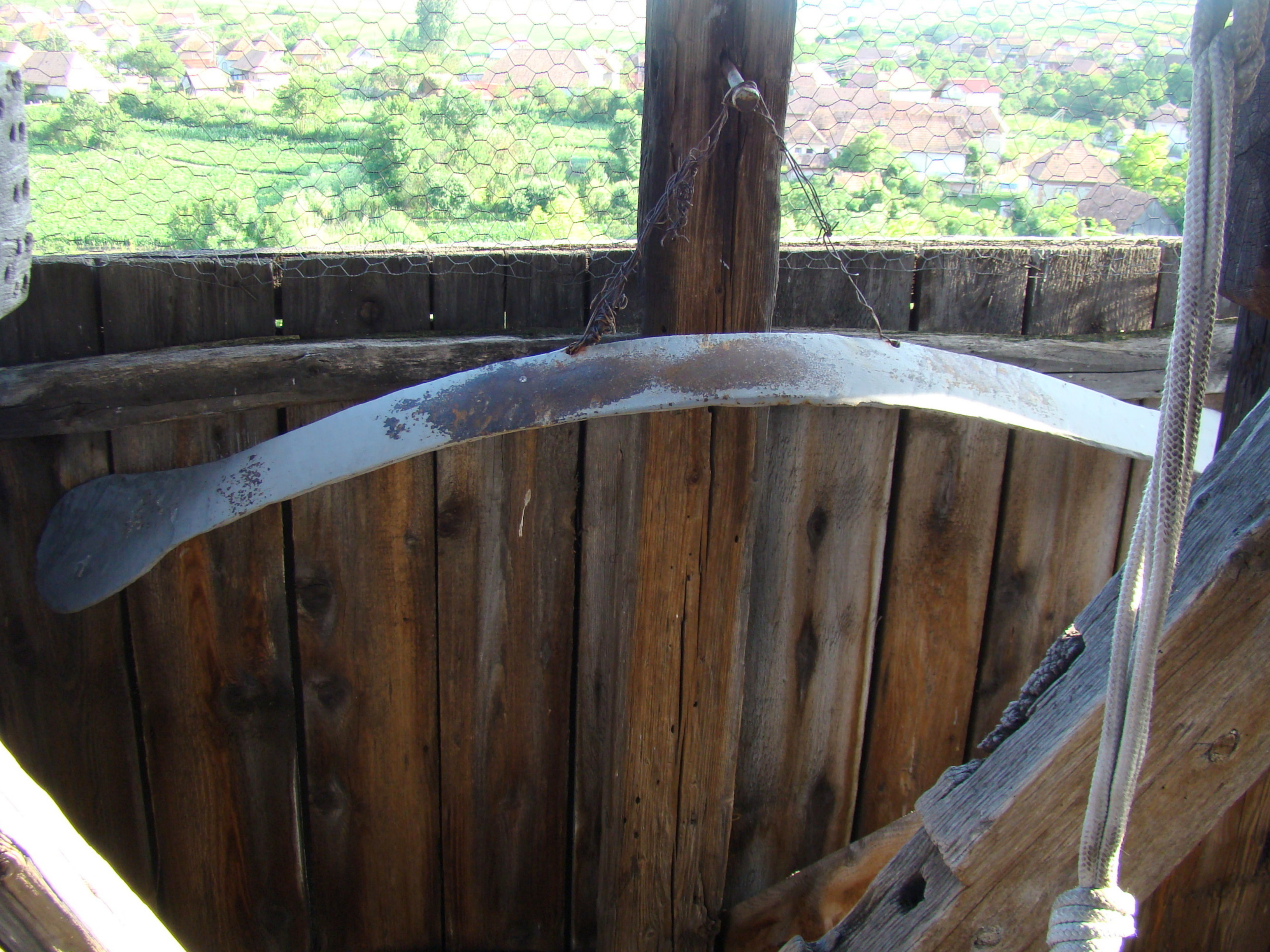
Toaca de fier
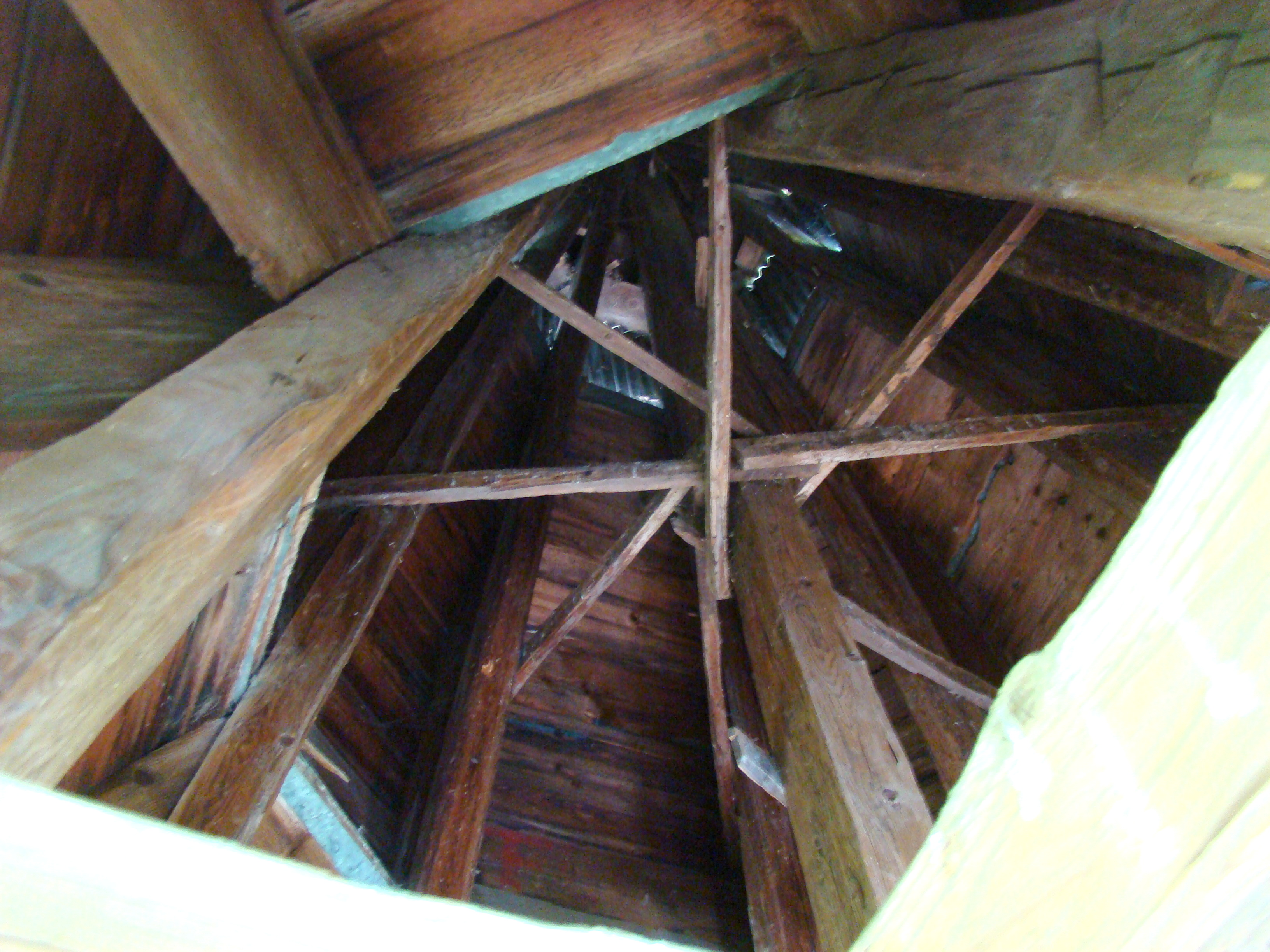
Galeria turnului
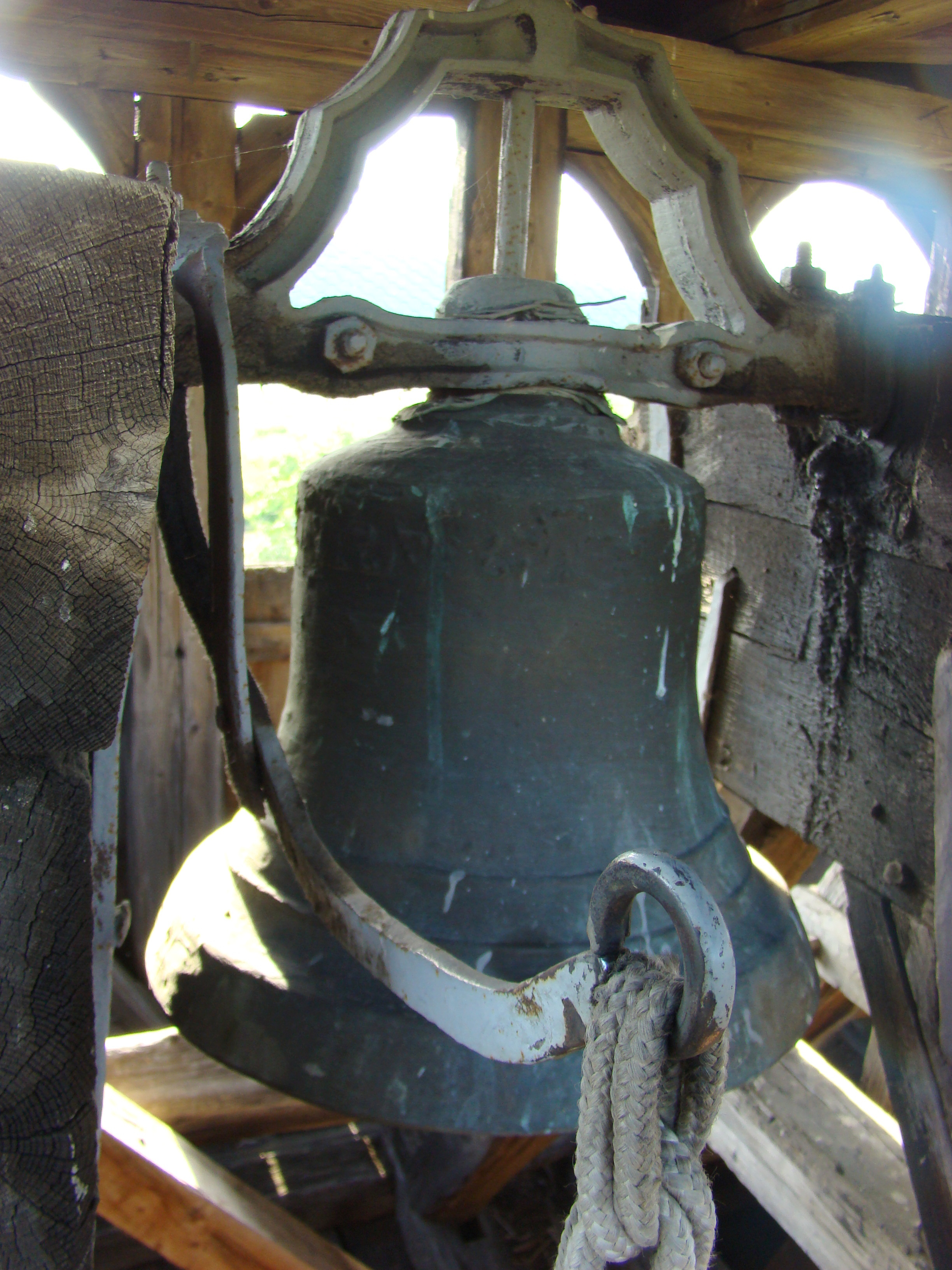
Clopotul
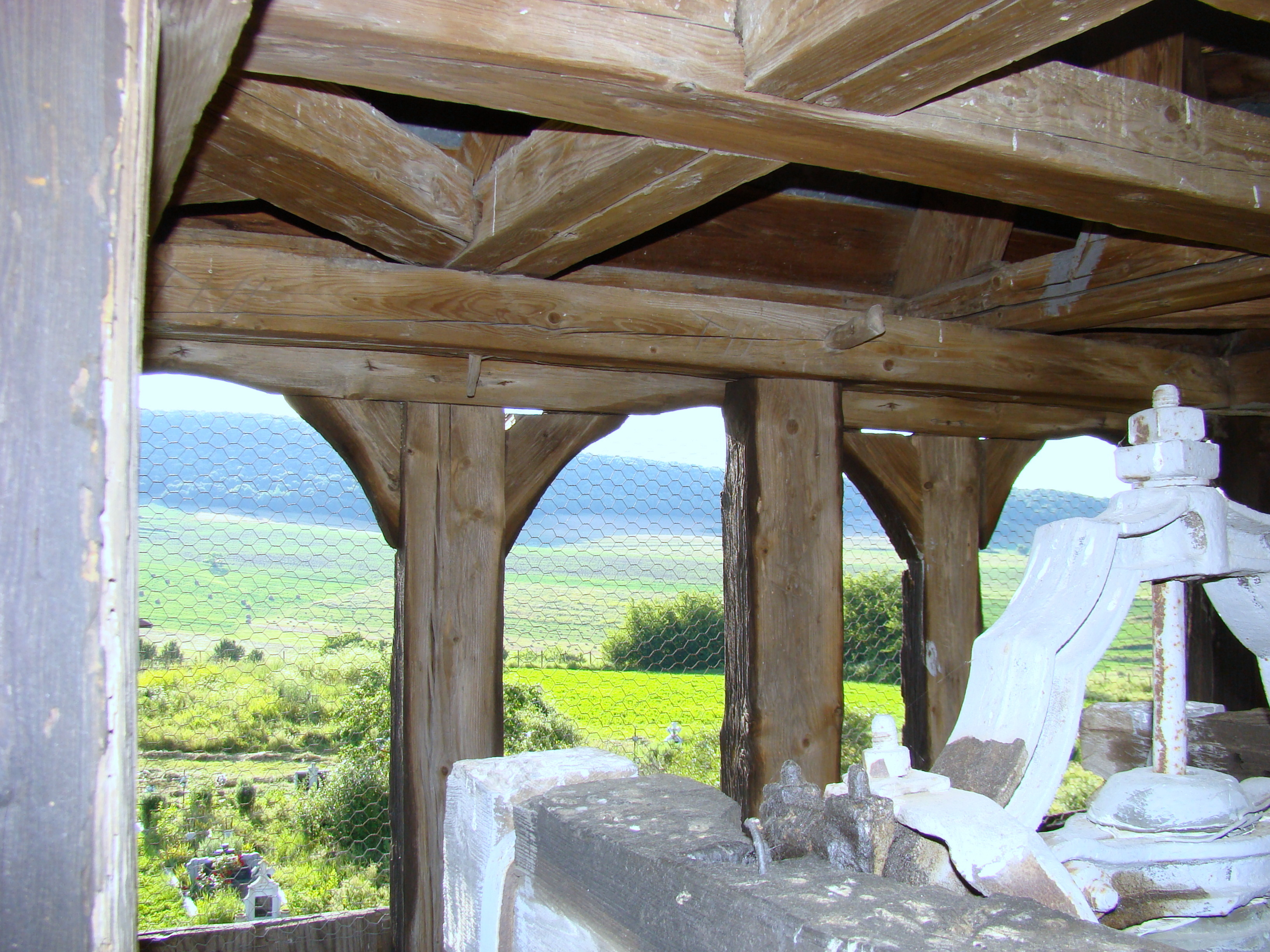
Foișorul (detaliu)
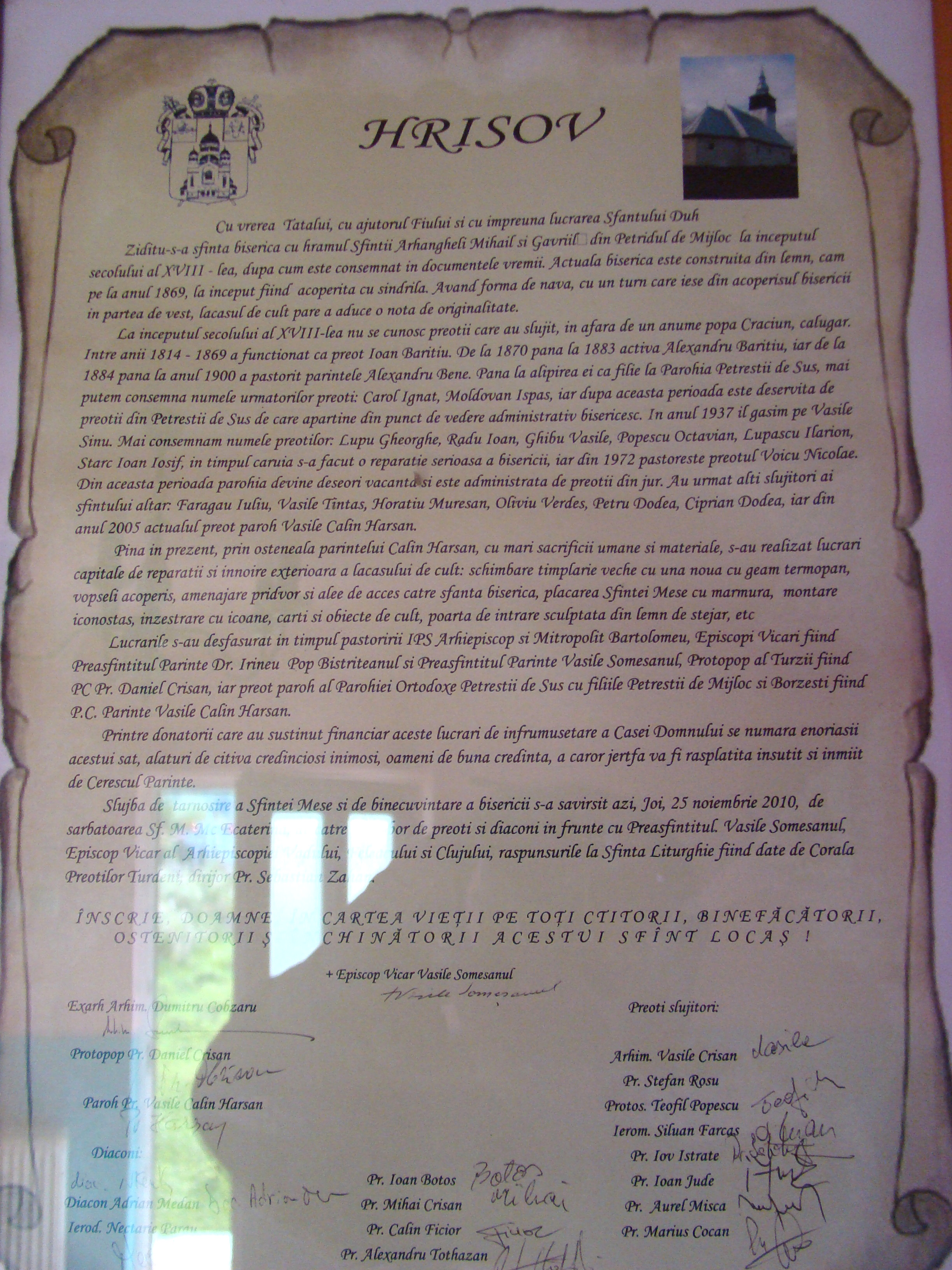
Hrisov